# Kanton Guéret-Sud-Ouest
Der Kanton Guéret-Sud-Ouest war bis 2015 ein französischer Wahlkreis in der Region Limousin. Er lag im Arrondissement Guéret und im Département Creuse. Sein Hauptort war Guéret. Der Kanton bestand aus folgenden Gemeinden:
| Gemeinde               | Einwohner  | Code postal | Code Insee |
| ---------------------- | ---------- | ----------- | ---------- |
| La Chapelle-Taillefert | 353        | 23000       | 23052      |
| Guéret (teilweise)     | 14.123 (1) | 23000       | 23096      |
| Savennes               | 212        | 23000       | 23170      |
| Saint-Christophe       | 132        | 23000       | 23186      |
| Saint-Victor-en-Marche | 368        | 23000       | 23248      |

(1) Einwohnerzahl der Gesamtstadt